# Arbeiterstrandbad
Das Arbeiterstrandbad war ein öffentliches Sommerbad an der Alten Donau im 22. Wiener Gemeindebezirk, Donaustadt, Arbeiterstrandbadstraße 89. Auf seinem Areal befindet sich heute der ArbeiterInnenstrand.

## Geschichte

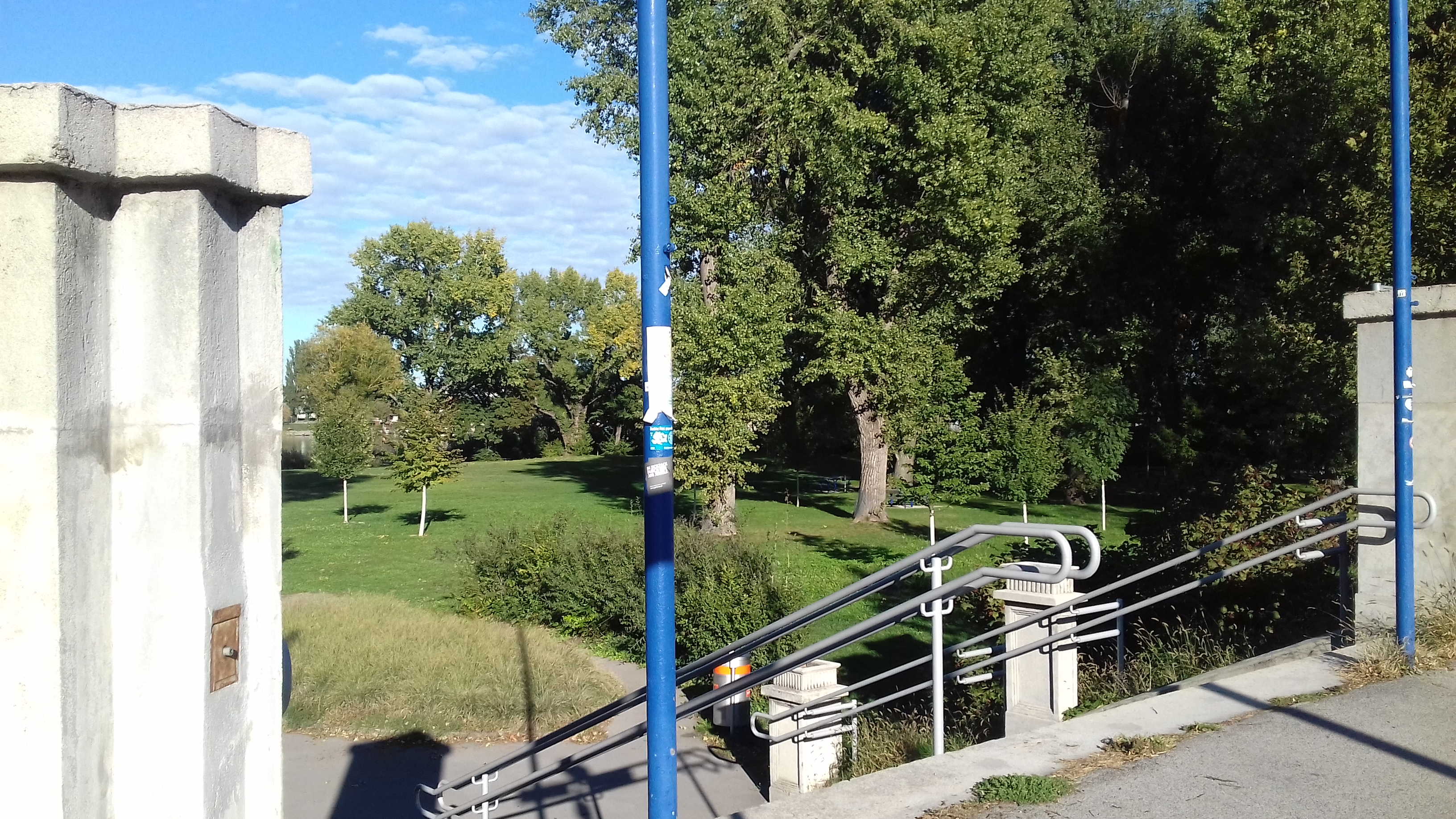
Jetziger Zustand als Liegewiese, mit dem noch erhaltenen Stiegenabgang

Das Areal an der Oberen Alten Donau im 21. Wiener Gemeindebezirk, Floridsdorf, wurde 1910/1911 vom 1909 gegründeten Arbeiterschwimmverein zu einem Strandbad ausgebaut. Nach Czeikes Historischem Lexikon Wien wurde das Bad mit Hilfe von Beiträgen von Arbeitern, vor allem Buchdruckern, und mit Unterstützung der 1819 gegründeten Nußdorfer Bierbrauerei errichtet und 1912 eröffnet. Im gleichen Jahr wurde die von der Wagramer Straße zum Bad führende Straße Arbeiterstrandbadstraße benannt. (Um 1900 war der zur k.u.k. Garnisons-Schießstätte, zum Zahnethaufen und zum Bruckhaufen führende Fahrweg auf dem Stadtplan noch namenlos eingetragen.)
1934 wurde das Bad von der diktatorischen Bundesregierung Dollfuß II der Sportvereinigung des von der Diktatur gegründeten Gewerkschaftsbundes übergeben; demokratische Arbeitervereine wurden aufgelöst. Nach 1945 ging das Bad, dessen Areal sich im Eigentum der vom Staat eingerichteten Donauhochwasserschutzkonkurrenz befindet, in die Verwaltung des Magistrats der Stadt Wien über.
1954 wurde die Bezirksgrenze des 21. zum 1938 errichteten 22. Bezirk großräumig verlegt; seither befand sich das Areal im 22. Wiener Gemeindebezirk, der Donaustadt. Mitte der 1980er Jahre wurde das öffentliche Bad geschlossen, die Anlage bis 2014 verpachtet und privat genutzt.
Nachbarn des Bades waren das Eisenbahnerbad (21. Bezirk) und das kommunale Strandbad Alte Donau (22. Bezirk). Da sich daher nach Auffassung der Stadtverwaltung die Erneuerung der Infrastruktur des Bades nicht mehr lohnte, wurde mit der Donauhochwasserschutzkonkurrenz 2014 ein neuer Vertrag abgeschlossen und das bisherige Strandbad, beginnend mit der Badesaison 2015, in eine öffentliche Liegewiese (23.000 Quadratmeter, so benannter ArbeiterInnenstrand) umgewandelt, welche ohne städtisches Personal bestehen kann.